# Sainte-Colombe-de-Peyre
Sainte-Colombe-de-Peyre è un comune francese di 206 abitanti situato nel dipartimento della Lozère nella regione dell'Occitania.

## Società

### Evoluzione demografica
Abitanti censiti